# Aurèle Vandendriessche
Pour les articles homonymes, voir Vandendriessche (homonymie).
Aurèle Vandendriessche, né le 4 juillet 1932 à Anzegem et mort le 17 octobre 2023, est un athlète belge, spécialiste des courses de fond.

## Biographie
Il remporte, dans l'épreuve du marathon, deux médailles d'argent lors des Championnats d'Europe d'athlétisme, en 1962 et 1966,. 
Vainqueur à deux reprises du Marathon de Boston, en 1963 et 1964, il se classe septième des Jeux olympiques de 1964.
Il reçoit le trophée national du Mérite sportif en 1963.

### Palmarès
| Date | Compétition           | Lieu     | Résultat | Épreuve  |
| ---- | --------------------- | -------- | -------- | -------- |
| 1962 | Championnats d'Europe | Belgrade | 2e       | Marathon |
| 1963 | Marathon de Boston    | Boston   | 1er      | Marathon |
| 1964 | Jeux olympiques       | Tokyo    | 7e       | Marathon |
| 1964 | Marathon de Boston    | Boston   | 1er      | Marathon |
| 1966 | Championnats d'Europe | Budapest | 2e       | Marathon |

### Records
| Épreuve  | Performance     | Lieu | Date |
| -------- | --------------- | ---- | ---- |
| Marathon | 2 h 17 min 44 s |      | 1965 |